# Естонія на літніх Олімпійських іграх 1996
Естонію на літніх Олімпійських іграх 1996 представляли 43 спортсмени в 13 видах спорту, але не завоювали жодної олімпійської медалі.

## Види спорту
Види спорту, у яких виступали естонські спортсмени:
- Стрільба з лука
- Легка атлетика
- Пляжний волейбол
- Веслування на байдарках і каное
- Велоспорт
- Фехтування
- Дзюдо
- Сучасне п'ятиборство
- Академічне веслування
- Вітрильний спорт
- Стрільба
- Плавання
- Боротьба